# Teneramente Licia
Teneramente Licia è una serie televisiva italiana andata in onda su Italia 1 nell'autunno del 1987 e ispirata ai personaggi dell'anime Kiss Me Licia.
Il telefilm è il terzo di una serie iniziata nell'autunno del 1986 con Love Me Licia, proseguita nella primavera del 1987 con Licia dolce Licia e che proseguirà nella primavera dell'anno successivo con Balliamo e cantiamo con Licia.

## Trama
Mirko e Licia sono sposati e si trasferiscono nella loro nuova casa assieme ad Andrea e Giuliano, per i quattro inizia così una nuova vita in famiglia e Licia sperimenta gli inconvenienti della sua nuova veste di casalinga. 
Steve e Matt lasciano i Bee Hive e vengono sostituiti da Jim e Mike, che convivono nello stesso appartamento. Inizialmente i due litigheranno spesso ma si riappacificheranno, più tardi a loro si aggiunge Paul che inizialmente è senza casa e dorme in sala prove all'insaputa di tutti. Jack decide che il complesso ha bisogno di una voce femminile, dopo varie audizioni non proprio incoraggianti decide di ingaggiare Licia. Marrabbio non vede di buon occhio la cosa ma ben presto realizza che l'ingresso di sua figlia nei Bee Hive gli consentirà di stare più vicino a Mary. Fin da subito si notano gli innumerevoli riguardi del burbero manager Jack verso Licia, come il farla entrare ed uscire quando le pare e piace per venire incontro alle sue necessità casalinghe e lavorative. 
Paul intreccia una relazione con Anna ma il ragazzo non è ben visto dal padre di lei con il quale ogni volta dovrà fingere di non essere un musicista. Quando l'inganno viene scoperto Paul e Anna dovranno lasciarsi.
Satomi e Marika si scontrano spesso soprattutto perché lei tenta in ogni modo di farlo ingelosire per mettere alla prova il suo amore. Il tastierista, in preda all'esasperazione, lascerà la sua fidanzata per iniziare una relazione con Monica (una sua vecchia conoscente piuttosto sciocca e sbruffona) ma alla fine tornerà da Marika. 
Andrea, Elisa e Grinta, ora frequentano le elementari e sono ancora in classe insieme. I tre bambini vivono varie vicissitudini con la loro nuova maestra ma mentre Andrea ed Elisa si dimostrano degli scolari diligenti, Grinta rimane sempre il più indisciplinato e per questo viene spesso rimproverato dall'insegnante. 
Marrabbio, Nonno Sam e Lauro dovranno vedersela con il pignolissimo vigile Ballini, molto severo e minaccioso, che in più occasioni finirà col multarli. 
Hildegard, con l'aiuto di Licia, migliorerà il suo aspetto e acquisirà un atteggiamento più aggraziato. In questo modo riuscirà a far colpo su Mike con il quale si fidanzerà.

## Personaggi nuovi

### Paul
Interpretato da Luciano De Marini e doppiato da Massimiliano Lotti.
È il nuovo chitarrista dei Bee Hive, in sostituzione di Tony. Si presenta davanti a Jack e Mary chiedendo di entrare a far parte del gruppo e questi, dopo averlo sentito suonare, lo accettano immediatamente. Inizialmente non aveva un luogo dove dormire, così Jim e Mike si offrono di ospitarlo a casa loro. Durante la serie conoscerà Anna, una ragazza con cui avrà una relazione momentanea.

### Jim
Interpretato da Germano Di Mattia e doppiato da Luigi Rosa.
È il nuovo bassista dei Bee Hive e sostituisce Steve. È costretto a convivere con Mike, con cui inizialmente ha un pessimo rapporto, tuttavia, dopo che Debora, la ragazza di Jim, lo lascia poiché si è innamorata di un altro ragazzo, Mike tenterà di tirargli su il morale, e in quell'occasione i due faranno amicizia. Più tardi lui e Mike ospiteranno Paul a casa loro.

### Mike
Interpretato da Vincenzo Rinaldi e doppiato da Stefano Dondi.
È il cugino di Matt e lo sostituisce in quanto a batterista dei Bee Hive. Inizialmente vive con Jim, che comincia a odiarlo per il suo modo di fare, ma dopo un po' di tempo i due faranno amicizia. Più avanti nella serie Mike avrà una relazione con Hildegard.

### Anna
Interpretata da Ida Spalla.
È una ragazza incontrata da Paul, Jim e Mike al lago e inizialmente fa amicizia con loro. Paul se ne innamorerà perdutamente, chiedendo quindi a Licia di cercarla. Alla fine lei riesce a trovarla, e Anna inizia così a uscire con Paul. Tuttavia, a causa del padre della suddetta, i due non riusciranno a trovarsi molto spesso, e Paul sarà costretto a mentire a entrambi. Quando la verità viene a galla, entrambi si infuriano, e alla fine Paul, suo malgrado, si rassegna a dimenticarla.

### Signor Bum
Interpretato da Enrico Bertorelli.
È il padre di Anna ed è un ricco industriale, proprietario di quattro banche. Per fare colpo su di lui, Paul sarà costretto prima a fingere di essere il presidente dell'immaginaria ditta Mambo Enterprises Company e poi un famoso tennista. Il signor Bum odia tuttavia i bugiardi e i musicisti, perciò, una volta scoperta la verità, si arrabbierà parecchio con lui.

### Monica
È un'amica di Satomi, parecchio sciocca e vanitosa. Satomi, dopo aver lasciato Marika, avrà una relazione con lei, iniziata in realtà solo per far ingelosire la sua ex. Alla fine Satomi tornerà assieme a Marika, lasciando Monica.

### Altri
- La maestra di Andrea, Elisa e Grinta (interpretata da Carola Caruso) compare più volte all'interno della serie, nelle scene nelle quali i suddetti vengono visti a scuola.
- Il vigile Ballini (interpretato da Giovanni Battezzato) è un vigile parecchio severo che non vede di buon occhio Marrabbio, Lauro e Nonno Sam. Più volte finisce col multarli.
- Michelaccio o Michelino è un pagliaccio ambulante che dà a Nonno Sam e Lauro delle sostanze per fare degli scherzi a Marrabbio.

## Produzione
Diversamente dalla serie precedente, che rispetto a Love Me Licia presentava numerosi cambiamenti di attori e doppiatori, ciò non accade in questo caso, dove però alcuni personaggi vengono sostituiti da altri. In particolare Tony, Steve e Matt vengono sostituiti da Paul, Mike e Jim. Curiosamente Luigi Rosa, il doppiatore di Matt, continua a partecipare alla serie essendo nel frattempo diventato il doppiatore di Jim.
La serie presenta le stesse differenze di Licia dolce Licia rispetto alla serie precedente, concentrandosi maggiormente sui Bee Hive piuttosto che su Andrea, che è invece un personaggio secondario. Giuliano acquista un ruolo un po' maggiore, continuando però ad essere poco più di una comparsa. Quest'ultimo, inoltre, è stato adottato da Marrabbio e vive definitivamente con lui al Mambo.
È interessante notare che, a partire dall'introduzione di Anna, i nuovi personaggi non presentano più la caratteristica di essere interpretati fisicamente da una persona e venire doppiati da un'altra, mantenendo invece le voci dei propri attori.
Si tratta della prima serie di Licia alla quale non partecipano Federico Danti e Gianfranco Gamba, che in precedenza avevano interpretato ciascuno più personaggi.

## Episodi
| Stagione       | Episodi | Prima TV Italia |
| -------------- | ------- | --------------- |
| Prima stagione | 39      | 1987            |

## Colonna sonora
La sigla è intitolata Teneramente Licia ed è cantata da Cristina D'Avena. Nello stesso anno della prima TV, il 1987, fu pubblicata la colonna sonora della serie su LP/MC con il titolo Teneramente Licia e i Bee Hive, ristampata su CD e pubblicata il 7 dicembre 2010, in concomitanza con la replica su La5 e Hiro (dove, nello stesso periodo della replica della prima stagione su La5, erano in onda le stagioni successive) all'interno del cofanetto multidisco Licia e i Bee Hive Story.
La sigla è scritta da Ninni Carucci e Alessandra Valeri Manera, ed incisa come traccia numero 1 nell'album Fivelandia 5.
Le canzoni della colonna sonora sono state composte da Ninni Carucci.